# Барабановська сільська рада
Бараба́новська сільська рада (рос. Барабановский сельский совет) — сільське поселення у складі Новосергієвського району Оренбурзької області Росії.
Адміністративний центр — село Барабановка.

## Населення
Населення — 816 осіб (2019; 913 в 2010, 987 у 2002).

## Склад
До складу сільської ради входять:
| Населений пункт         | Населення, осіб (2002) | Населення, осіб (2010) |
| ----------------------- | ---------------------- | ---------------------- |
| 9 км, селище            | 38                     | 32                     |
| Барабановка, село       | 694                    | 718                    |
| Миролюбовка, село       | 100                    | 0                      |
| Родникове Озеро, селище | 155                    | 163                    |